# Unión Popular (Rusia)
La Unión Popular (en ruso: Народный Союз; Romanización: Narodnyy Soyuz) anteriormente conocido como Partido del Renacimiento Nacional "Voluntad del Pueblo" (ruso: Партия Национального Возрождения «Народная Воля», romanizado: Partiya Natsional'nogo Vozrozhdeniya «Narodnaya Volya») fue un partido político nacionalista ruso fundado en diciembre de 2001. Fue dirigido por el veterano político nacionalista ruso Sergey Baburin. En diciembre de 2008, terminó su existencia como partido político y se reorganizó en la Unión Panpopular Rusa.
El Partido del Renacimiento Nacional se creó al unir cuatro partidos nacionalistas rusos menores que se fusionaron, y su nombre Narodnaya Volya se traduce del ruso como Voluntad del Pueblo. En septiembre de 2003, Narodnaya Volya se unió a Rodina y se desempeñó sorprendentemente bien en las elecciones legislativas rusas de 2003. Muchos consideraban a Narodnaya Volya como el elemento más nacionalista y conservador de Rodina, entonces mayoritariamente izquierdista, y varios de sus miembros en el pasado estaban asociados con movimientos rusos de extrema derecha. Nueve miembros de Narodnaya Volya eran diputados de la Duma rusa. En octubre de 2006, Narodnaya Volya, a diferencia de la mayoría de Rodina, no se unió al partido Rusia Justa y siguió siendo una facción independiente en la Duma.
Narodnaya Volya declaró tener vínculos internacionales con el Bloque de Oposición Popular de Natalia Vitrenko dirigido por Nataliya Vitrenko, el Frente Nacional dirigido por Jean-Marie Le Pen y el Partido Radical Serbio de Vojislav Šešelj. Los miembros prominentes del partido Narodnaya Volya incluyen a Viktors Alksnis, Nikolái Leónov y Aleksandr Rutskói. En noviembre de 2006, el partido ganó prominencia como uno de los principales organizadores del Pantano nacionalista ruso durante las celebraciones del Día de la Unidad Popular en Moscú.
El 26 de marzo de 2007, Narodnaya Volya se unió a 13 pequeñas organizaciones nacionalistas, cristianas ortodoxas y conservadoras y el partido pasó a llamarse Unión Popular. El nuevo partido declaró su intención de participar en las elecciones legislativas rusas de 2007. Entre los políticos más destacados que se unieron bajo el liderazgo de Baburin se encontraba Anna Markova, ex vicegobernadora de San Petersburgo. El partido no pudo participar en las elecciones legislativas de 2007 y decidió respaldar al Partido Comunista de la Federación Rusa.